# Quark speciale
Quark speciale - Scoperte ed esplorazioni sul pianeta Terra è stato un programma televisivo di divulgazione scientifica, il primo derivato da Quark e come quest'ultimo ideato, curato e condotto da Piero Angela. Il programma, andato in onda su Rai 1 dal 1981 al 1999 per venti edizioni, era dedicato alla trasmissione di documentari, principalmente naturalistici e di produzione estera.

## Storia
Il programma nacque come una rubrica estiva di Quark, dedicata alla trasmissione di documentari di genere naturalistico o antropologico; molti di questi erano prodotti da società come BBC e National Geographic Society, o erano tratti da puntate di Survival o Nova. La prima edizione fu trasmessa in quattro puntate, in seconda serata su Rete 1, dal 12 agosto al 2 settembre 1981. Il programma mantenne sostanzialmente la stessa struttura per tredici edizioni, fino al 1994: ogni puntata durava tra i 45 e i 60 minuti e conteneva un unico documentario, presentato in studio da Angela (fino al 1989 la scenografia era la stessa di Quark) e narrato da Claudio Capone. I maggiori cambiamenti riguardarono l'orario (dal 1985 fu spostato in prima serata) e il numero di puntate, andando in onda anche fino ad autunno inoltrato. L'edizione del 1992 fu dedicata interamente alla trasmissione del programma della BBC Le sfide della vita.
Nel 1995 Quark speciale cambiò format: la durata venne estesa a 75 minuti (raggiungendo negli anni successivi anche le due ore) e ogni puntata era divisa in diversi segmenti, ricalcando il neonato programma Superquark: a un primo documentario naturalistico seguiva un commento dello stesso ad opera di Danilo Mainardi, quindi venivano presentati altri documentari di produzione estera e un servizio di Alberto Angela. Tuttavia il programma tornò occasionalmente al vecchio format, ad esempio nella 17ª edizione (trasmessa nel periodo natalizio e in seconda serata) in cui venne presentata la serie della BBC La vita segreta delle piante, e per una puntata speciale trasmessa il 27 aprile 1997 in occasione delle elezioni amministrative. L'ultima edizione, che iniziò il 6 luglio 1999, era prevista in dieci puntate ma terminò anzitempo dopo la sesta puntata, e con essa fu chiuso anche il programma.

## Edizioni
| Edizione | Periodo           | Periodo           | Puntate | Regia              |
| -------- | ----------------- | ----------------- | ------- | ------------------ |
| 1ª       | 12 agosto 1981    | 2 settembre 1981  | 4       | Lorenzo Pinna      |
| 2ª       | 9 gennaio 1982    | 11 settembre 1982 | 11      | Lorenzo Pinna      |
| 3ª       | 19 luglio 1983    | 6 settembre 1983  | 8       | Lorenzo Pinna      |
| 4ª       | 9 luglio 1985     | 17 settembre 1985 | 11      | Rosalba Costantini |
| 5ª       | 24 giugno 1986    | 30 settembre 1986 | 15      | Rosalba Costantini |
| 6ª       | 4 agosto 1987     | 25 agosto 1987    | 4       | Rosalba Costantini |
| 7ª       | 12 luglio 1988    | 20 settembre 1988 | 10      | Rosalba Costantini |
| 8ª       | 4 luglio 1989     | 19 settembre 1989 | 12      | Rosalba Costantini |
| 9ª       | 10 luglio 1990    | 25 settembre 1990 | 12      | Rosalba Costantini |
| 10ª      | 9 luglio 1991     | 12 novembre 1991  | 11      | Rosalba Costantini |
| 11ª      | 30 giugno 1992    | 22 settembre 1992 | 12      | Rosalba Costantini |
| 12ª      | 6 luglio 1993     | 7 settembre 1993  | 9       | Rosalba Costantini |
| 13ª      | 26 luglio 1994    | 18 ottobre 1994   | 10      | Rosalba Costantini |
| 14ª      | 4 luglio 1995     | 22 agosto 1995    | 8       | Rosalba Costantini |
| 15ª      | 22 settembre 1995 | 20 ottobre 1995   | 5       | Rosalba Costantini |
| 16ª      | 2 luglio 1996     | 27 agosto 1996    | 9       | Rosalba Costantini |
| 17ª      | 12 dicembre 1996  | 9 gennaio 1997    | 5       | Rosalba Costantini |
| 18ª      | 27 aprile 1997    | 3 ottobre 1997    | 13      | Rosalba Costantini |
| 19ª      | 14 luglio 1998    | 25 agosto 1998    | 7       | Rosalba Costantini |
| 20ª      | 6 luglio 1999     | 14 settembre 1999 | 6       | Rosalba Costantini |

## Edizioni VHS
A partire dal 1989 la Rai pubblicò, su distribuzione Fonit Cetra, una collana di videocassette intitolata Il mondo di Quark contenenti puntate del suddetto programma, sebbene in questa versione i documentari siano proposti integralmente e talvolta con le presentazioni tratte da Quark speciale o privi di esse, mentre sono state rimosse le anticipazioni.